# Unterseeboot UB-60
Pour les autres navires du même nom, voir Unterseeboot 60.
L'Unterseeboot UB-60 est un sous-marin (U-Boot) allemand de type UB III utilisé par la Kaiserliche Marine pendant la Première Guerre mondiale. Il est mis en service dans la flottille d’entraînement de la marine impériale allemande le 6 juin 1917.
Il opéra dans le cadre de la flottille d’entraînement basée à Kiel. L'UB-60 a été livré aux Alliés à Harwich le 26 novembre 1918, conformément aux exigences de l’armistice avec l’Allemagne. Il fut vendu par l’Amirauté britannique à George Cohen le 3 mars 1919 pour 1 850 £, mais il sombra le 12 juin 1919, alors qu’il était remorqué de Chatham vers Swansea pour y être démoli

## Conception
Comme tous les sous-marins de type UB III, l'UB-60 avait un déplacement de 508 tonnes en surface et de 639 tonnes en immersion. Ses moteurs lui permettaient de naviguer à 13,3 nœuds (24,6 km/h) en surface et à 8 nœuds (15 km/h) en immersion. Il avait une autonomie de 8420 milles marins (15590 km) à sa vitesse de croisière. L'UB-60 transportait 10 torpilles et était armé d’un canon de pont de 8,8 cm. L'UB-60 avait un équipage pouvant compter jusqu’à 3 officiers et 31 hommes. 

## Carrière
L'UB-60 a été construit par AG Vulcan à Hambourg. Après un peu moins d’un an de construction, il a été lancé à Hambourg le 14 avril 1917. Il a été mis en service plus tard la même année sous le commandement de l'Oberleutnant zur See Peter Ernst Eiffe.

## Affectations
- Flottille d’entraînement : du 6 juin 1917 au 11 novembre 1918

## Commandants
- Oberleutnant zur See Peter Ernst Eiffe[5] : du 6 juin au 1er juillet 1917